# Memphis Depay
Memphis Depay, né le 13 février 1994 à Moordrecht (Pays-Bas), est un rappeur et footballeur international néerlandais qui joue au poste d'avant-centre ou d'ailier gauche au SC Corinthians.
Formé au Sparta Rotterdam puis au PSV Eindhoven, c'est chez ce dernier qu'il fait ses débuts professionnels à l'âge de 17 ans lors de la saison 2011-2012. Il y remporte la Coupe des Pays-Bas puis la Supercoupe dès ce premier exercice. Il s'impose par la suite progressivement en tant que titulaire et remporte le championnat néerlandais dès la saison suivante, s'affirmant comme l'un des meilleurs jeunes joueurs d'Europe.
À l'été 2015, Memphis Depay rejoint le club anglais de Manchester United mais peine cependant à s'y imposer. Il quitte alors l'Angleterre pour rallier la France et l'Olympique lyonnais durant le mois de janvier 2017. L'attaquant s'y démarque par ses performances individuelles, son parcours jusqu'en demi-finale de la Ligue des Champions et en finale de la coupe de la Ligue lors de la saison 2019-2020. Un an plus tard, en fin de contrat, il signe au FC Barcelone où il remporte la Supercoupe d'Espagne 2023 puis s'engage  à l'Atlético de Madrid. Depuis 2024, il joue dans le club brésilien des Corinthians.
Évoluant avec les catégories de jeunes des Pays-Bas depuis 2010, Memphis Depay y remporte notamment l'Euro des moins de 17 ans en 2011 avec la sélection des cette catégorie. Il intègre ensuite la sélection A à partir de 2013 et prend part au parcours de l'équipe durant la Coupe du monde 2014, qui voit les Pays-Bas finir troisième. Il est ensuite finaliste de la Ligue des Nations en 2019, dispute l'Euro 2020 et 2024 ainsi que la Coupe du monde 2022 où les Orange s'arrêrent en quart-de-finale.

## Biographie

### Enfance et formation mouvementées

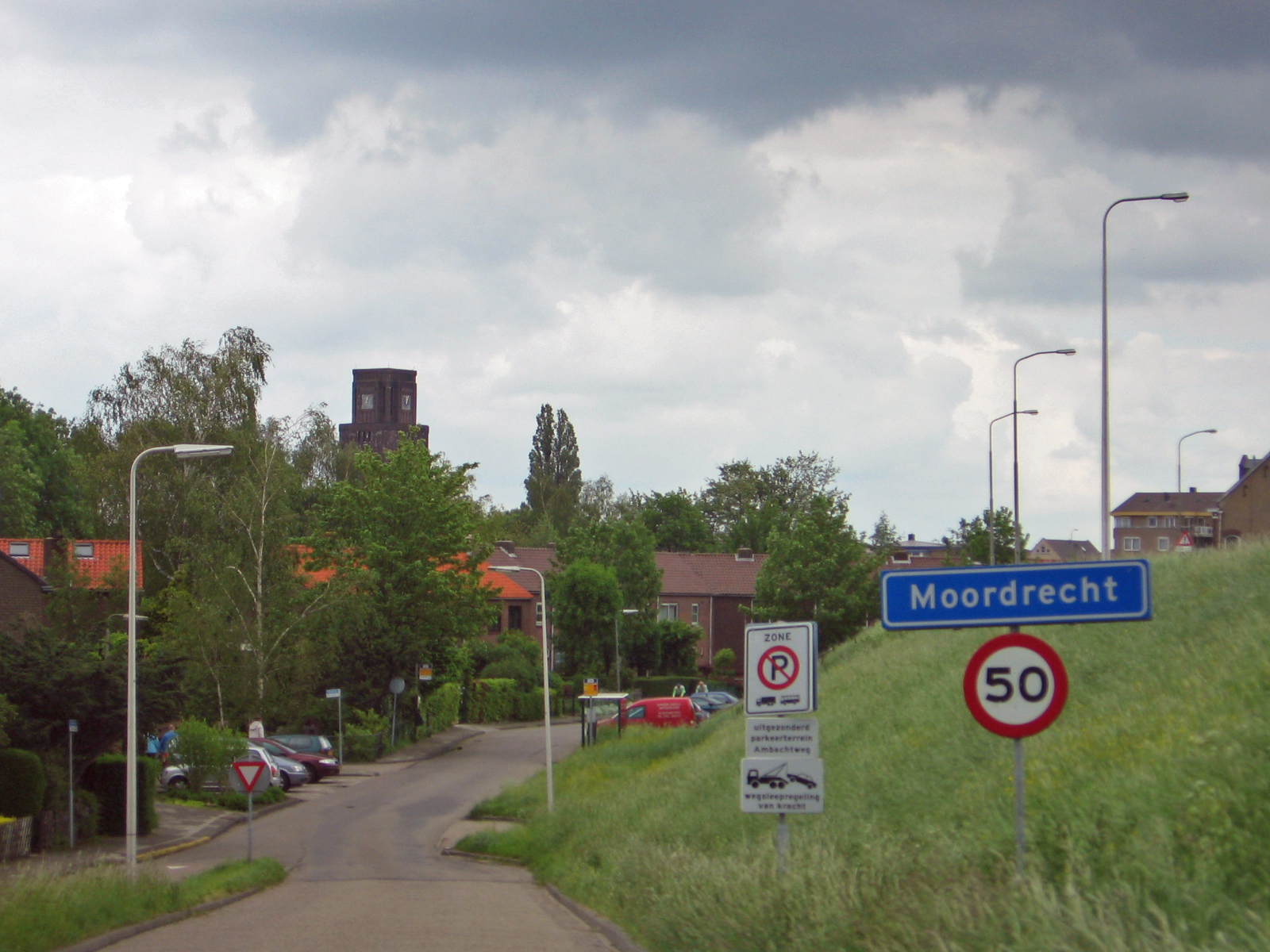
Moordrecht, la ville d'où Memphis Depay est originaire.

Né à Moordrecht, un « très petit village » proche de Rotterdam en Hollande-Méridionale dans lequel « tout le monde se connaît mutuellement ». Memphis Depay vit avec sa mère néerlandaise Cora Schensema et son père ghanéen Dennis Depay. Mais à ses quatre ans, celui-ci l'abandonne et sa mère est contrainte de divorcer. C'est pour cette raison qu'il a floqué Memphis sur son maillot lorsqu'il est passé chez les professionnels. Il déclare à ce propos : « Je n'ai aucun contact avec mon père. [...] S'il me manque ? Tout ce que je sais, je l'ai appris moi-même, ou avec ma mère. Je vis ma propre vie. S'il appelait, je lui parlerais. Mais je n'ai pas besoin de lui ». Quant à son père, il déclarera plus tard au Sun : « Je ne l'ai pas abandonné. C'est faux. J'ai toujours été là pour lui ». En outre, même s'il ne parle plus à son père, Memphis avait gardé le contact avec son beau-frère pour l'aider financièrement mais a finalement arrêté à cause des déboires judiciaires de ce dernier. Par la suite, il commence à jouer au football dans les rues de son village natal, en compagnie de son meilleur ami Gigi. Deux ans plus tard, il s'inscrit dans le club local du VV Moordrecht et son aisance technique lui permet d'être repéré par le Sparta Rotterdam.
Ayant une enfance difficile, Depay est un enfant indiscipliné. Son entraîneur au Sparta Rotterdam, Kevin Valkenburg, se souvient d'un enfant « impossible à entraîner » qui « avait une situation familiale difficile » et qui « ne savait pas ce que bien se comporter voulait dire » malgré un fort potentiel footballistique. Lorsqu'il s'engage avec le centre de formation du PSV Eindhoven, Memphis vit dans une famille d'accueil et est recadré par Joost Leenders, un « coach de vie », qui l'empêche à plusieurs reprises d'arrêter sa formation et de retourner à Rotterdam. Memphis déclare qu'il « a été le miroir qu'il [lui] fallait » à qui il « pouvait ouvrir son cœur ». Par ailleurs, à cette même période, Memphis est un passionné de rap et commence à écrire des textes. Fred Rutten, l'un de ses anciens entraîneurs, explique que « le rap lui prenait beaucoup de temps » et « qu'il ne pouvait pas être à la fois meilleur footballeur et le meilleur rappeur. Qu'il fallait qu'il se concentre sur le jeu s'il voulait devenir le meilleur ». Il a cependant sorti plusieurs morceaux avec le groupe RotterdamAirlines durant sa jeunesse et avec un rappeur nommé Bleak Mill.
Le déclic se fait alors en 2009 quand son grand-père, devenu sa figure paternelle en l'absence de son père, décède. Le jeune joueur est choqué psychologiquement car cet homme avait apporté « une stabilité dans sa vie », selon sa grand-mère Jans Schensema. Elle ajoute que cela l'a néanmoins rendu « avide de succès ». L'un de ses nombreux tatouages est dédié à son défunt grand-père. Memphis est donc très proche de sa famille maternelle, en témoigne l'achat d'une Mercedes-Benz à sa mère quelques jours après l'annonce de son transfert à Manchester United. En 2009, Memphis prend alors conscience de son talent et se responsabilise. C'est ainsi que deux années plus tard, il décroche son premier contrat professionnel avec l'équipe eindhovenoise à 17 ans.

### Débuts progressifs au PSV (2011-2013)

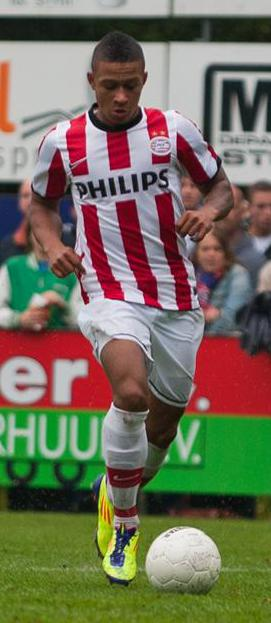
Memphis Depay lors de son premier match sous les couleurs du PSV Eindhoven (2011).

Sa première saison professionnelle est néanmoins infructueuse. Memphis alterne entre l'équipe première et l'équipe réserve, d'autant plus que ses convocations en équipe première se résument à des matches passés sur le banc. Il joue son premier match professionnel le 21 septembre 2011 contre le club amateur du VVSB lors de la coupe des Pays-Bas et contribue à la large victoire 8-0 en marquant deux fois et en provoquant un penalty, transformé par Georginio Wijnaldum. Il revêt le maillot eidhovenois cinq mois plus tard contre le Feyenoord Rotterdam en entrant en jeu à la dernière minute (3-2). L'arrivée du nouvel entraîneur Phillip Cocu pour les six derniers mois lui permet d'avoir une meilleure exposition : dès le mois d'avril il entre régulièrement en jeu, notamment dans les cinq derniers matchs de championnat. Il termine ainsi la saison avec cinq buts et deux passes décisives en onze matches, toutes compétitions confondues. Il remporte la coupe nationale après une victoire 3-0 contre le Heracles Almelo mais ne prend part qu'aux quatre dernières minutes.
L'arrivée de Dick Advocaat en tant qu'entraîneur ne lui permet pas de confirmer ses prestations encourageantes de la saison passée. Malgré du temps de jeu en août, notamment durant les dernières minutes de la Supercoupe qu'il remporte face à l'Ajax Amsterdam (4-2) et une titularisation lors du match retour des barrages à la Ligue Europa contre le FK Zeta Golubovci (9-0),, il passe toute la saison dans l'ombre de Dries Mertens et ne se contente que de bouts de matchs. Il n'est titularisé qu'à sept reprises en trente matchs, toutes compétitions confondues. Il réalise ainsi une nouvelle saison en alternant les matchs entre l'équipe première et l'équipe réserve, malgré un nombre de matchs et un rendement nettement supérieur à celui de la saison précédente : trois buts et neuf passes décisives en 30 matches, toutes compétitions confondues. En outre, il perd la finale de la coupe des Pays-Bas face au AZ Alkmaar (1-2) malgré son entrée en jeu cinq minutes avant la fin du temps réglementaire.

### Révélation à Eindhoven (2013-2015)
La saison suivante est celle de l'éclosion pour Memphis. Le retour de Phillip Cocu, qui l'a lancé lors de sa première saison, et le départ de Dries Mertens pour Naples lui permettent de s'assurer une place de titulaire dans l'effectif des Boeren au milieu de plusieurs autres jeunes comme Adam Maher, Jürgen Locadia, Zakaria Bakkali ou encore Karim Rekik. Ainsi, dès le premier match de la saison face au Zulte Waregem pour le troisième tour de qualification à la Ligue des champions, il inscrit un but d'une frappe des vingt-cinq mètres (2-0). Memphis sauve la mauvaise saison de l'équipe plusieurs fois à l'instar du dernier match de championnat face au NAC Breda où il inscrit un but et délivre une passe décisive lui permettant de se qualifier en Coupe d'Europe pour la quarante-et-unième saison consécutive (2-0). Finalement, la jeunesse de l'effectif lui permet d'être l'un des joueurs clés de l'équipe et de dévoiler tout son potentiel : à la fin de la saison il est le joueur le plus spectaculaire du championnat avec 5,1 tirs par match, 3,2 dribbles par match et 2,7 passes clés par match. Avec quatorze buts et dix passes décisives en 43 matches, son bilan est tout aussi convenable.
Lors de l'été suivant, plusieurs clubs anglais courtisent Memphis comme Manchester United et Tottenham,. Mais il reste au club et commence la saison de la meilleure des manières en marquant un but et en délivrant une passe décisive après être entré en jeu lors du troisième tour de qualification à la Ligue Europa (3-2), évitant ainsi une élimination prématurée. Ses débuts en championnat sont également de bon augure puisqu'il inscrit deux doublés en deux rencontres, dont deux coups francs lors du deuxième match face au NAC Breda (6-1). Le 13 septembre 2014, il est victime d'une déchirure à l'aine et est écarté des terrains pendant huit semaines. Il fait son retour plus tôt que prévu, le 23 octobre 2014 face au Panathinaïkos en Ligue Europa, et inscrit un but (1-1). Depay fait des merveilles et se trouve une nouvelle spécialité : les coups francs avec sept buts marqués, notamment face au SC Heerenveen (4-1) permettant au PSV de remporter son vingt-deuxième titre national, le premier depuis 2008. Il termine la saison en étant meilleur buteur avec 22 réalisations, devant son coéquipier Luuk de Jong (20), et remporte le Johan Cruyff Trophy qui couronne le meilleur jeune joueur de la saison.

### Échec à Manchester United (2015-2017)

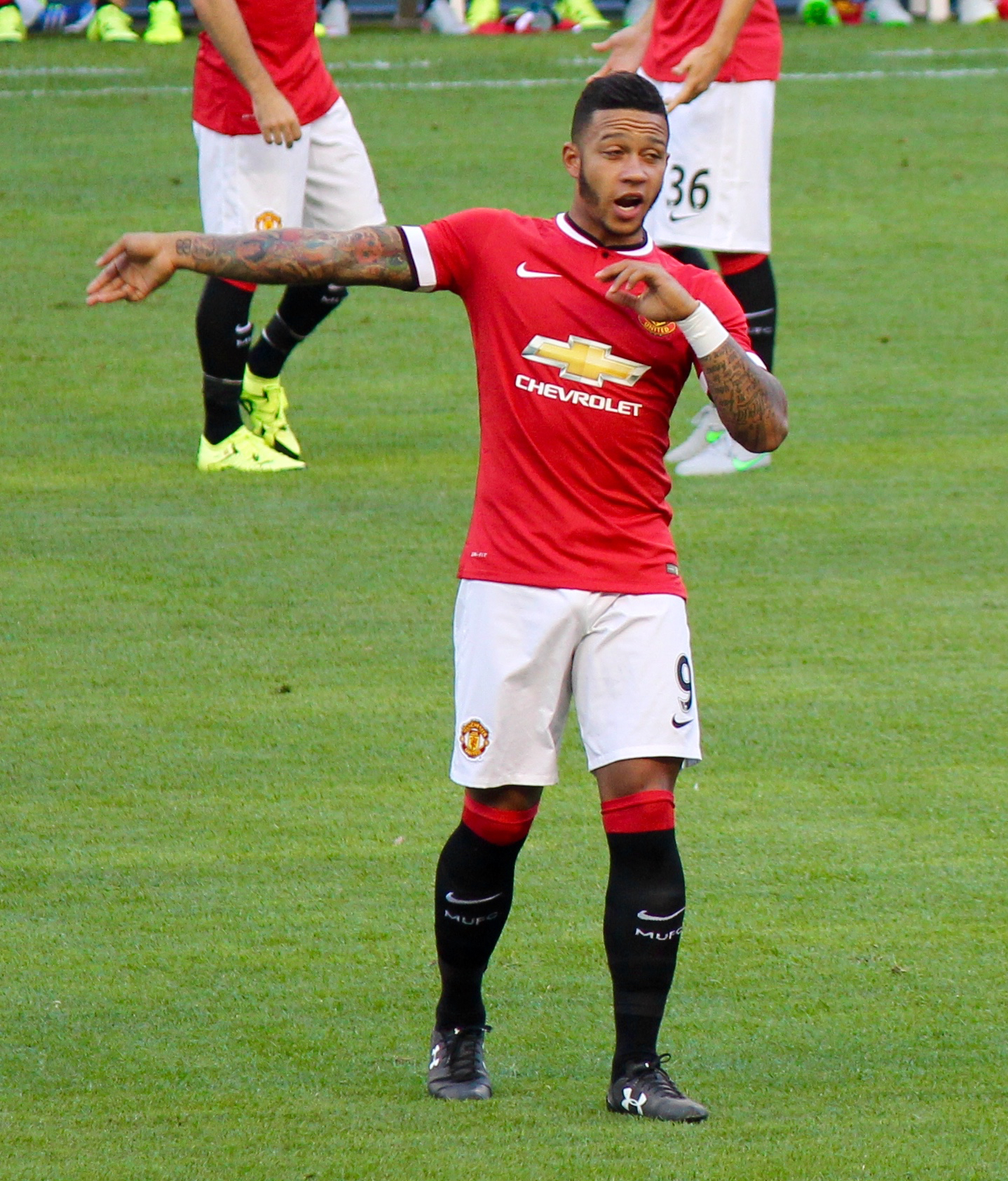
Memphis Depay lors de la pré-saison 2015-2016 avec Manchester United.

Le 7 mai 2015, le PSV Eindhoven annonce un accord entre le joueur et Manchester United pour un montant avoisinant les 30 millions d'euros. Proche de conclure un accord avec le Paris Saint-Germain, le jeune néerlandais change de destination après un appel de Louis van Gaal qu'il considère comme l'un des « meilleurs entraîneurs au monde »,. Le 12 juin 2015, le club mancunien officialise son transfert et il signe un contrat de quatre ans. À la suite du départ d'Ángel Di María pour le PSG, il hérite du mythique maillot no 7 des Red Devils, qui fut notamment porté par George Best, Éric Cantona, David Beckham ou encore Cristiano Ronaldo.
Quelques jours plus tard, il joue son premier match officiel avec le club à Old Trafford face au Tottenham Hotspur et assure un match correct (1-0),. Le 18 août 2015, pour son premier match européen avec le club en barrages de Ligue des champions contre le Club Bruges KV, il s'illustre en marquant un doublé et en offrant une passe décisive à Marouane Fellaini (3-1). Il marque son premier but en championnat le 26 septembre 2015, face à Sunderland (3-0). Cependant, ses performances sont mitigées : il se montre très peu décisif en championnat ; est parfois mis sur le banc au profit de Jesse Lingard, et reçoit des critiques de l'entraîneur adjoint du club, Ryan Giggs, ainsi que du sélectionneur néerlandais, Danny Blind,. Van Gaal se montre plus patient et pense que les jeunes joueurs « ne sont pas constants », ajoutant quelques jours plus tard qu'il est « le plus grand talent de sa génération » mais qu'« il doit se battre »,,. Ainsi, le 21 novembre 2015, après quatre matches sans avoir joué, il marque face à Watford (2-1) et est nommé homme du match pour la première fois de la saison. Néanmoins, sa situation ne s'améliore guère au fur et à mesure des journées : le jeune néerlandais alterne entre titularisations et entrées en fin de match, et ne peut rien faire lors de l'élimination du club en Ligue des champions. À la fin du mois, l'ailier avoue ne pas être « à la hauteur de tout ce que les gens attendent de [lui] » et déclare qu'il a besoin de « confiance et d'expérience ». Mais le lendemain, le 25 février 2016, il réalise un bon match face au FC Midtjylland dans le cadre des 16e de finale retour de Ligue Europa (5-1) dans lequel il marque un but,. Son adversaire du jour, le latéral droit André Rømer, reconnaît par ailleurs qu'il n'« a jamais été aussi proche de pleurer après un match » et que Memphis est « le plus grand joueur contre lequel [il a] joué ». Il ne peut ensuite rien lors de la défaite au match aller du huitième de finale de Ligue Europa face à Liverpool (2-0) et ne participe pas au match retour,. Par la suite, il retrouve son rôle de remplaçant après l'éclosion de Marcus Rashford. Il ne se contente alors que de bouts de match et ne marque plus aucun but ni n'effectue plus aucune passe décisive en championnat. Son équipe remporte la FA Cup face à Crystal Palace mais Memphis n'est pas sur la feuille de match et donc pas reconnu vainqueur. Son bilan comptable est ainsi mitigé : sept buts et cinq passes décisives en 45 matches, dont 26 en tant que titulaire.

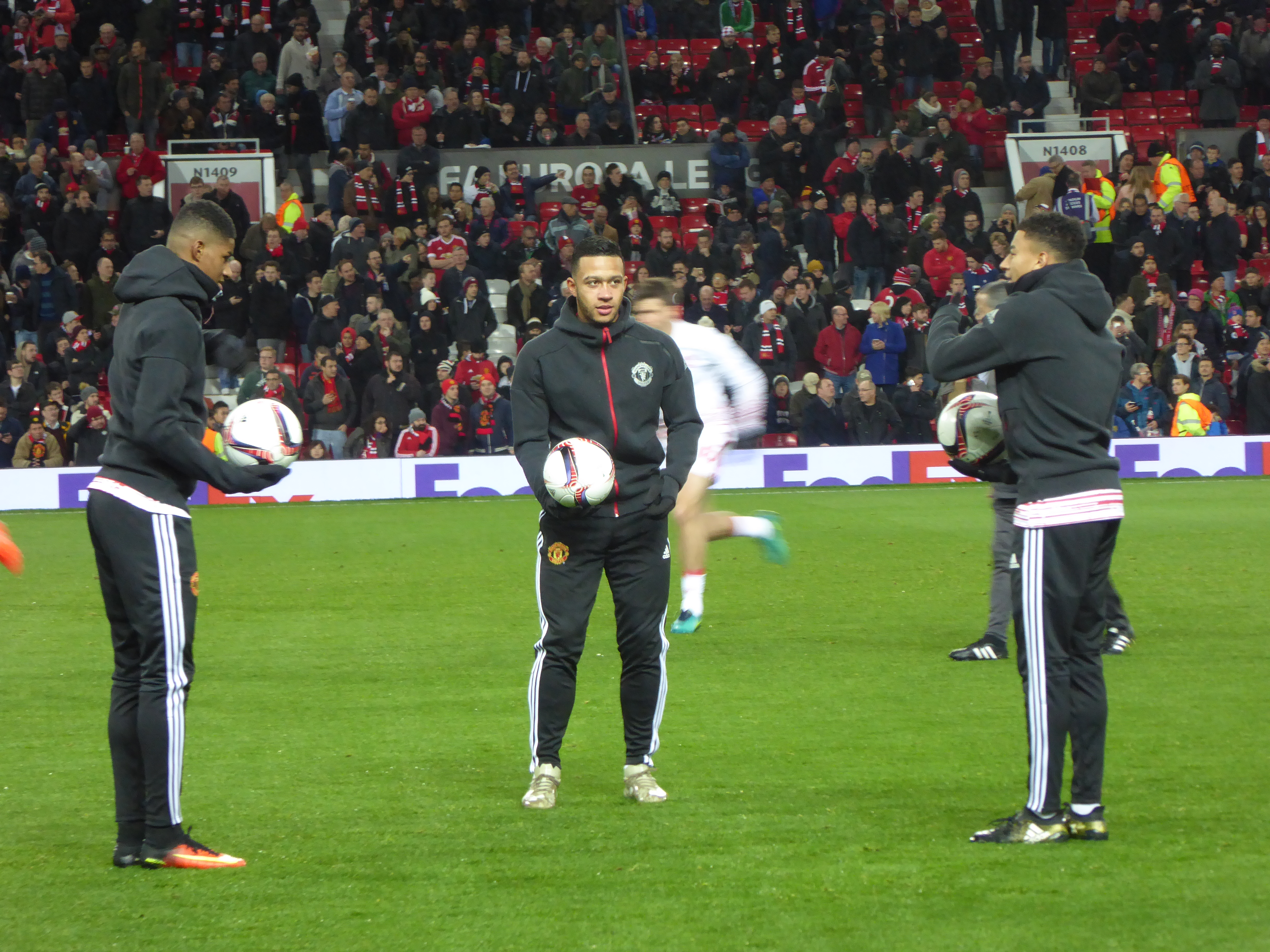
Memphis Depay (au centre) à l'entraînement avec Manchester United avant un match (2016).

Pour son premier match officiel de la saison 2016-2017, lors du Community Shield, Memphis n'est pas convoqué ce qui l'empêche d'être titré. Son nouvel entraîneur, José Mourinho, explique alors en conférence d'après-match qu'il regrette son absence avant de lui afficher, quelques jours plus tard, son soutien,. Néanmoins, il n'est titularisé pour la première fois de la saison que le 21 septembre 2016 contre Northampton Town en League Cup, soit plus d'un mois après le premier match de la saison. Le joueur déclare ainsi vouloir renverser cette tendance, se comparant à une arme « qui ne peut pas tirer ». Malgré tout, l'ailier néerlandais n'est plus titularisé de la saison et est rarement présent sur les feuilles de matchs à cause du « surplus » de joueurs offensifs dans l'effectif, selon Mourinho qui reconnaît publiquement son erreur. De ce fait, il annonce quelques jours après l'ouverture du mercato hivernal qu'il pourrait être vendu. Alors que de nombreuses rumeurs annoncent un prêt à Everton, le joueur est finalement en passe de rejoindre l'Olympique lyonnais. Le bilan de son début de saison est famélique : seulement huit matches joués, dont une seule titularisation, aucun but ni aucune passe décisive.

### Rebond et succès à l'Olympique lyonnais (2017-2021)
Le 20 janvier 2017, Memphis Depay s'engage officiellement avec l'Olympique lyonnais pour quatre ans et demi dans le cadre d'un transfert estimé à 16 millions d'euros avec 9 millions de bonus éventuels,. Il devient ainsi la sixième recrue la plus chère de l'histoire du club. Pour le président Jean-Michel Aulas et le capitaine Maxime Gonalons, ce transfert permet d'amorcer une nouvelle ère du club lyonnais qui fait suite à la construction du Parc OL et au développement de nouvelles infrastructures,.
Memphis prend part à son premier match officiel avec le club le 22 janvier 2017 en entrant en jeu en fin de rencontre face à l'Olympique de Marseille (3-1). Il est titularisé pour la première fois contre le LOSC Lille, lors de la journée suivante (1-2). Malgré des débuts globalement décevants dû notamment à son manque de jeu et de rythme, il est soutenu par son entraîneur Bruno Génésio et est décisif contre Nancy le 8 février 2017 en provoquant un penalty et en inscrivant son premier but sous les couleurs lyonnaises (4-0). Le 26 février 2017, Memphis marque son premier doublé à l'OL contre Metz (5-0), démontrant une montée en puissance depuis une arrivée,. Quelques semaines plus tard, le 12 mars 2017, il fait sensation en inscrivant un doublé contre Toulouse (4-0) dont un but du milieu de terrain ; « le but de [sa] vie » à en croire ses déclarations d'après-match. Il confirme dès lors ses débuts convaincants et se montre toujours décisif avec quelques passes décisives, finissant la saison sur un bilan de cinq buts et sept passes décisives en 17 matches toutes compétitions confondues. Il remporte en outre le trophée du plus beau but de la saison. À noter que le titre de vainqueur de la Ligue Europa avec Manchester United lui est attribué grâce à ses trois apparitions durant sa demi-saison mancunienne.
À l'aube de la saison 2017-2018, Memphis troque son numéro neuf pour le numéro onze, laissé vacant depuis le départ de Rachid Ghezzal. De plus, il aborde la saison dans la peau d'un des joueurs les plus expérimentés du quatuor offensif de Bruno Génésio, composé aussi de Nabil Fekir, Bertrand Traoré et Mariano. Il inscrit son premier but de la saison sur coup franc direct, lors de la deuxième journée de Ligue 1, contre le Stade rennais FC. Le 14 septembre 2017, il marque son premier but en compétition européenne avec l'Olympique lyonnais en inscrivant un penalty en Ligue Europa contre Limassol (1-1). Mais des prestations en demi-teinte, doublées de l'éclosion du jeune Houssem Aouar, le relèguent petit à petit sur le banc. Cependant, de retour dans le onze contre le SCO Angers, il inscrit un but sur une frappe de Ferland Mendy repoussée par Alexandre Letellier. Alternant entre le banc de touche et une place dans le onze, il se remet peu à peu dans le sens de la marche, ses prestations retrouvant lentement la consistance de celles de son arrivée. Le 22 octobre 2017, Memphis inscrit son premier triplé sous les couleurs lyonnaises et en Championnat de France, lors d'une victoire 5-0 face à Troyes. En concurrence avec Aouar mais aussi avec Maxwel Cornet, Memphis est souvent cantonné au banc de touche. Cependant, en rentrant à quelques minutes de la fin du match contre le Paris Saint-Germain, il donne la victoire aux siens dans le temps additionnel d'une frappe de loin (2-1). Ce but est élu plus beau but du mois de janvier 2018. Trois semaines plus tard, le 15 février, en Ligue Europa cette fois-ci, à peine entré en jeu contre le Villarreal FC, il marque d'une frappe de plus de vingt-cinq mètres, permettant aux siens de s'imposer 3-1. Memphis retrouve alors son meilleur niveau et, de début mars jusqu'à la dernière journée de championnat face à l'OGC Nice où il inscrit un triplé, il réalise plusieurs grandes prestations qui permettent à l'OL de se qualifier directement en Ligue des champions. Pendant les dix matchs de cette période, il marque dix buts et effectue sept passes décisives.

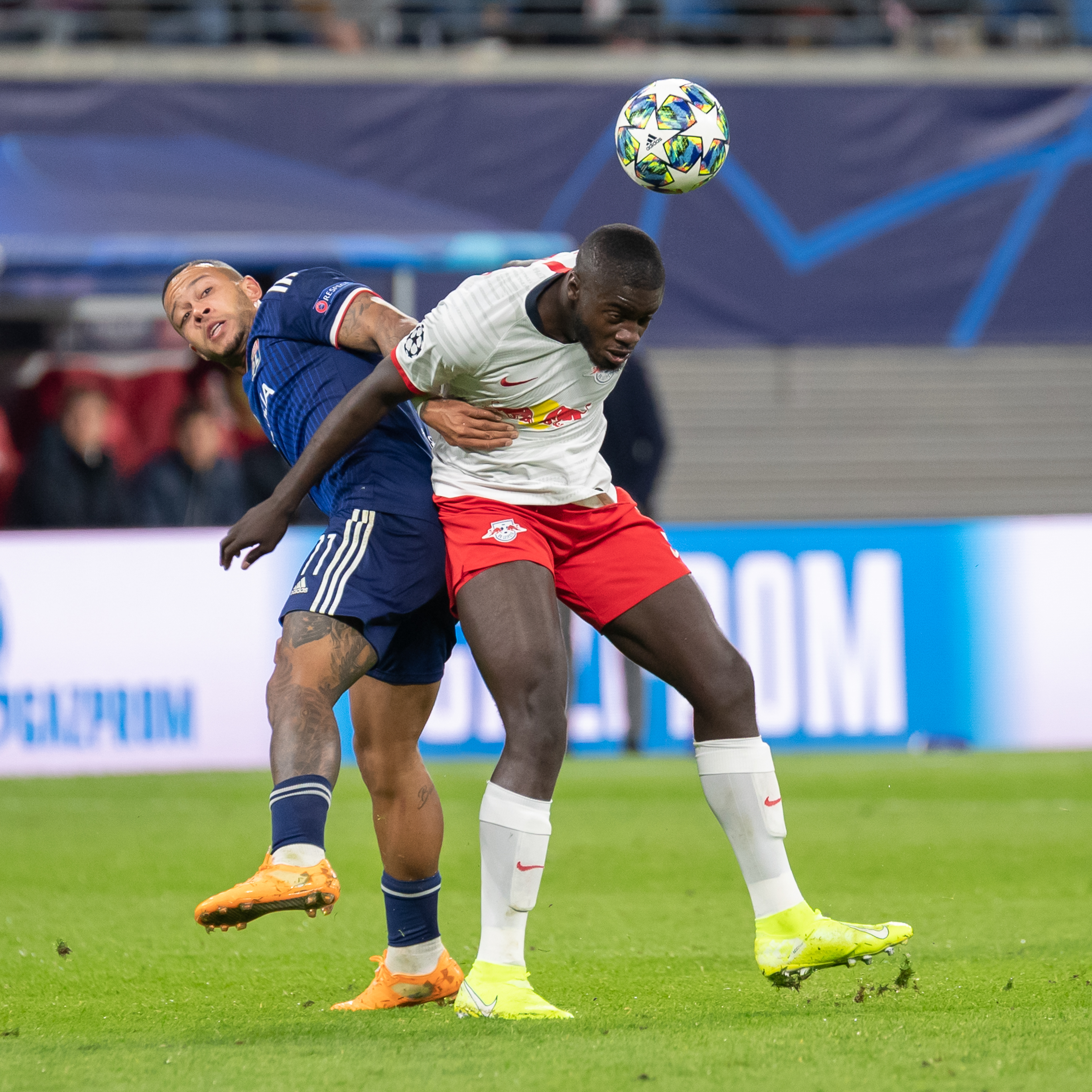
Memphis Depay au duel avec Dayot Upamecano en phase de groupes de la Ligue des champions 2019-2020.

Pour la saison 2018-2019, Memphis n'est pas aussi décisif, il marque dès la première journée sur coup franc contre Amiens puis réalise une grosse performance à Guingamp où il inscrit deux buts puis délivre deux passes décisives pour Houssem Aouar puis Maxwel Cornet.
Il marque également un but à Hoffenheim en Ligue des champions. Il termine la saison sur 12 buts et 15 passes décisives toutes compétitions confondues.
En 2019-2020, Memphis démarre très fort la saison. Lors du match d'ouverture il marque un but face à Monaco (3-0). La semaine suivante, il marque un doublé et délivre une passe décisive à Jean Lucas face à Angers (6-0). Il est nommé capitaine par Rudi Garcia au mois de novembre 2019. En phase de groupes de la Ligue des champions 2019-2020, il marque cinq buts en six matchs permettant aux Lyonnais de se qualifier pour le tour suivant. Lors du dernier match contre le RB Leipzig, il marque le but de l'égalisation permettant aux Lyonnais de revenir à 2-2 après avoir été mené 2-0 à la mi-temps et assurant ainsi aux Gones de repasser devant Benfica et le Zénith Saint-Pétersbourg au classement. Cette qualification est entachée par une dispute entre les joueurs lyonnais et les supporters de la Tribune Nord, les Bad Gones, incident survenu quelques minutes après le coup de sifflet final. Plusieurs supporters sifflaient Marcelo, défenseur titulaire du club, en raison de ses mauvaises performances. L'un d'entre eux entra sur le terrain avec une banderole sur laquelle était écrite : "Marcelo dégage", chose que n'a pas apprécié Memphis, le capitaine lyonnais qui partit en découdre avec le supporter en question avant d'être stoppé par des stadiers. Pendant l'interview de fin de match, Memphis, très ému, critiqua le comportement et les insultes des supporters vis-à-vis des joueurs lyonnais avant de féliciter son équipe pour la qualification.
À la suite de cet épisode très douloureux faisant suite à une première moitié de saison mouvementée (changement d'entraîneur, railleries de supporters sur twitter, début de saison en deçà des attentes avec seulement 25 points pris en 17 matchs en championnat), le pire arrive pour Memphis qui se blesse gravement au genou le 14 décembre 2019 contre le Stade rennais (défaite 0-1). Les tests révèlent une rupture de ligaments croisés pour lui et son coéquipier Jeff Reine-Adélaïde, blessé lors du même match, et il doit mettre un terme à sa saison. Cette blessure le prive aussi de l'Euro 2020, alors qu'il était le leader offensif de sa sélection. Le Néerlandais se fixe alors comme objectif d'être rétabli pour l'Euro 2020 qu'il souhaite disputer avec la sélection néerlandaise.
Il profite de l’arrêt des compétitions dû à l’épidémie du COVID-19, pour revenir à la compétition. L'Euro est aussi reporté à 2021 lui redonnant une chance d'y participer. Son club, septième après 28 journées, se retrouve privé de toute compétition européenne pour la saison prochaine en raison de la fin prématurée de la saison, à condition de remporter la finale de la Coupe de la Ligue ou la Ligue des champions.
Fin juillet, il est titularisé lors de la finale de la Coupe de la Ligue contre le PSG (défaite 0-0 tab 5-6), et une semaine plus tard, au match retour des huitièmes de finales de la Ligue des champions contre la Juventus (défaite 1-2), il marque un but d’une panenka sur penalty, permettant aux siens de se qualifier pour les quarts de finales (cumul 2-2). Cette qualification marque un exploit dans l'histoire du club surtout après sa saison catastrophique et un manque de rythme comparé à ses adversaires, la Ligue 1 étant le seul championnat du top 5 européen à ne pas être allé à son terme.
Les Lyonnais se qualifient donc pour le Final 8 à Lisbonne où ils affrontent Manchester City, un des favoris pour le sacre. À la suite d'un match héroïque, les Gones remportent le match 3-1 et se qualifient pour les demi-finales pour la deuxième fois de son histoire. Ils se retrouvent dans le dernier carré face au Bayern Munich, grand favori pour le sacre après sa victoire écrasante 8-2 sur le FC Barcelone. Face au pressing munichois, les Lyonnais parviennent à les faire déjouer sans réussir à concrétiser pendant les quinze premières minutes en se procurant trois occasions nettes, notamment une de Memphis qui rate son face-à-face contre Manuel Neuer, en envoyant sa frappe à quelques centimètres des cages. Les bavarois réussiront à marquer en premier grâce à Serge Gnabry avant de dérouler et finalement l'emporter 3-0 (doublé de Gnabry et but de Robert Lewandowski). Les Lyonnais, pleins de regrets malgré un parcours inattendu, échouent aux portes de la finale face au futur vainqueur de la compétition. Privé de compétition européenne pour la saison prochaine, l'Olympique lyonnais parvient cependant, grâce au Final 8, à se racheter de sa saison décevante aux supporters qui les ont énormément soutenus à travers les réseaux sociaux, les matchs se déroulant sans public pour mesures sanitaires.
Au cours du mercato estival prolongé jusqu'au 13 octobre 2020, Ronald Koeman, ancien sélectionneur de Memphis en équipe nationale, est nommé nouvel entraîneur du FC Barcelone. De nombreuses rumeurs apparaissent alors concernant un éventuel départ au Barça de Memphis qui rentre alors dans sa dernière année de contrat avec Lyon. Néanmoins, faute d'offre suffisante sûrement en raison de l'impact économique survenu sur les finances du club blaugrana à cause de la crise sanitaire, Memphis commence sa cinquième saison en tant que joueur et sa deuxième saison en tant que capitaine de l'OL. Il hérite aussi du numéro 10, laissé vacant par le départ de Bertrand Traoré à Aston Villa.
Le début de saison commence sur des chapeaux de roues pour Memphis qui inscrit un triplé dès le premier match de la saison contre Dijon (victoire 4-1). Alignés en 3-5-2 comme pendant le Final 8, les Lyonnais peinent cependant à être réguliers, l'équipe étant trop déséquilibrée face aux blocs bas adverses et se retrouvant facilement exposée au contre. Après cinq matchs sans victoire, Rudi Garcia choisit de bouleverser son système et d'aligner son équipe en 4-3-3 avec Memphis en pointe de l'attaque, dans un rôle similaire à celui qu'il tient en sélection néerlandaise.
Avec Tino Kadewere et Karl Toko-Ekambi placés sur les ailes de l'attaque, Memphis joue beaucoup mieux et parvient à être tout de suite décisif. Il offre 3 passes décisives lors de la victoire 3-2 contre Strasbourg lors de la septième journée et récidive la semaine suivante en marquant un but contre Monaco (victoire 4-1). Les Lyonnais réalisent une remontée spectaculaire au classement, portés par son trio KTM (K pour Karl, T pour Tino et M pour Memphis) et de la nouvelle recrue Lucas Paquetá. Les Lyonnais remportent dix matchs sur treize avec trois matchs nuls pour rester invaincus jusqu'à la mi-saison, et ainsi être sacrés champions d'automne pour la première fois depuis onze ans. Memphis retrouve sa forme étincelante de la saison dernière et se retrouve même deuxième au classement des buteurs avec 11 buts inscrits derrière Kylian Mbappé (12 buts) après 19 journées de championnat.

### Transfert au FC Barcelone (2021-2023)
Le 19 juin 2021, Memphis Depay, alors libre de tout contrat, décide de s'engage avec le FC Barcelone pour deux années,,. Le 8 août 2021, il remporte le Trophée Joan Gamper avec les Blaugranes lors d'un match de gala amical. Le Barça bat la Juventus FC sur le score de trois buts à zéro et Memphis Depay inscrit le premier but du match dès la troisième minute du match.

### Atlético de Madrid (2023-2024)
Le 20 janvier 2023, Memphis Depay quitte le club catalan pour rejoindre l’Atlético de Madrid,. Il s'engage ainsi jusqu'en juin 2025 et le FC Barcelone reçoit 3 millions d'euros dans la transaction. Le 2 juin 2024, Memphis Depay annonce son départ du club des Colchoneros,.

### Départ pour le SC Corinthians (2024-)
Le 9 septembre 2024, Memphis Depay s'engage avec le SC Corinthians en paraphant un contrat de deux ans, soit jusqu'en décembre 2026,,.

### Carrière internationale

#### Parcours chez les jeunes
Avant même de signer son premier contrat professionnel, Memphis Depay est convoqué chez les moins de 17 ans néerlandais. Il commence par des matches amicaux en 2010 et marque son premier but face à la Lettonie (1-0) au mois d'octobre. Deux jours plus tard, il s'illustre lors du match face à Saint-Marin durant lequel il inscrit un triplé et contribue à la large victoire 6-0 de son équipe. Au mois de mai 2011, il sélectionné pour le championnat d'Europe des moins de 17 ans et participe à la victoire finale de son équipe en marquant un but et en adressant une passe décisive lors de la finale face à l'Allemagne (5-2),. Le mois suivant, il est sélectionné pour la Coupe du monde mais son équipe est éliminée avec une victoire en trois matches. Son bilan chez les moins de 17 ans est ainsi satisfaisant avec sept buts et une passe décisive en quatorze matches.
Depay intègre directement les moins de 19 ans quelques semaines plus tard en compagnie d'Hakim Ziyech. Lors des matches amicaux, il se montre décisif avec six buts en sept matches. Il est alors sélectionné pour le dernier tour de qualification au championnat d'Europe 2012 mais est éliminé. L'année suivante, il est sélectionné chez les espoirs. Il se montre peu décisif, avec trois passes décisives en sept matches, mais ses bonnes performances lui permettent d'être sélectionné dans l'équipe professionnelle.

#### En équipe A

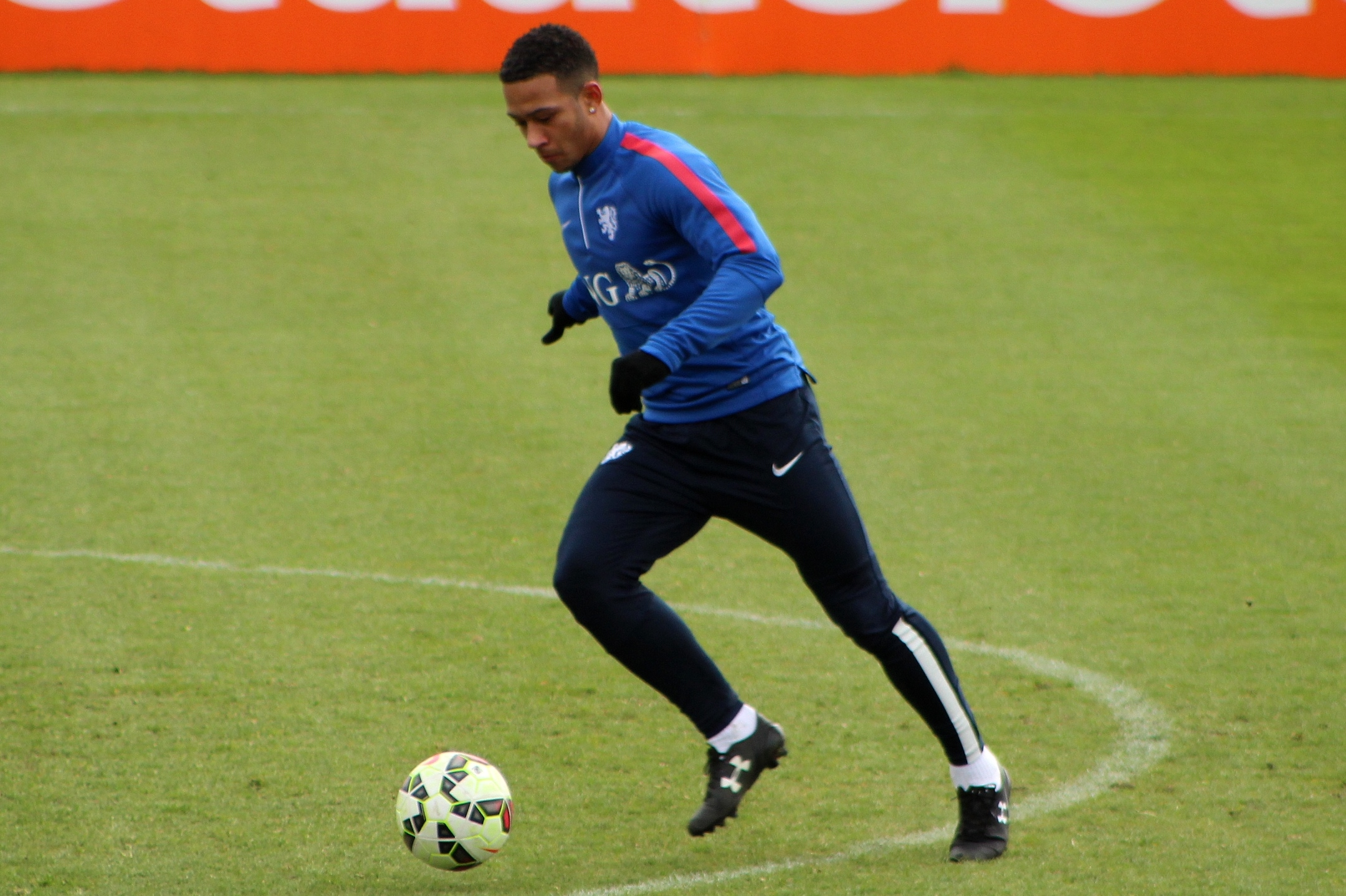
Memphis Depay à l'entraînement avec les Pays-Bas (2015).

Le 4 octobre 2013, Louis van Gaal annonce sa liste pour les derniers matches de qualification à la Coupe du monde 2014. Après un début de saison satisfaisant en tant que titulaire au PSV Eindhoven, Memphis Depay en fait logiquement partie. Il passe le match face à la Hongrie sur le banc mais entre en jeu lors du deuxième match face à la Turquie. Par la suite, il est toujours convoqué alternant entre titularisations et entrées en jeu lors des matches amicaux de préparation au Mondial. Ainsi, Memphis fait partie de la liste des vingt-trois pour la Coupe du monde annoncé par van Gaal le 31 mai 2014. Remplaçant tout le long du match face à l'Espagne, il joue néanmoins la deuxième mi-temps face à l'Australie et se montre décisif en marquant un but d'une frappe des vingt-cinq mètres et en délivrant une passe décisive. À 20 ans, il devient le plus jeune buteur néerlandais en Coupe du monde. Contre le Chili, il entre en jeu à vingt minutes du terme et marque une nouvelle fois. Son équipe finissant troisième de la Coupe du monde, Depay repart sur une note positive puisqu'il est nommé au prix du meilleur jeune joueur de la compétition avec les français Raphaël Varane et Paul Pogba, finalement remporté par ce dernier.
Remplaçant sous Van Gaal, il devient titulaire sous Guus Hiddink puis Danny Blind en devenant un cadre de l'équipe. Néanmoins, malgré son étincelante dernière saison avec le PSV Eindhoven, il se montre peu décisif dans les matches qualificatives pour l'Euro 2016 et ne parvient pas à éviter l'élimination de l'équipe. Par ailleurs, son mauvais comportement au sein du groupe est pointé du doigt par son sélectionneur, lui reprochant également d'être trop « égoïste ». En effet, il n'a pas été sélectionné lors du rassemblement de novembre à la suite d'une altercation avec Robin van Persie,. L'ancien buteur de Manchester United aurait critiqué Memphis sur son manque d'altruisme, ce qui a provoqué une moquerie du jeune ailier sur son choix de carrière : « Est-ce que les grands garçons jouent à Fenerbahçe ? ». Malgré cela, il est régulièrement appelé mais ses prestations – à l'image de celles en club – sont insuffisantes et il n'a pas une place de titulaire indiscutable au cours de l'année 2016. Néanmoins, contre le Luxembourg, dans le cadre des éliminatoires de la Coupe du monde, il est tout de même auteur d'un doublé après être entré en jeu à la mi-temps.

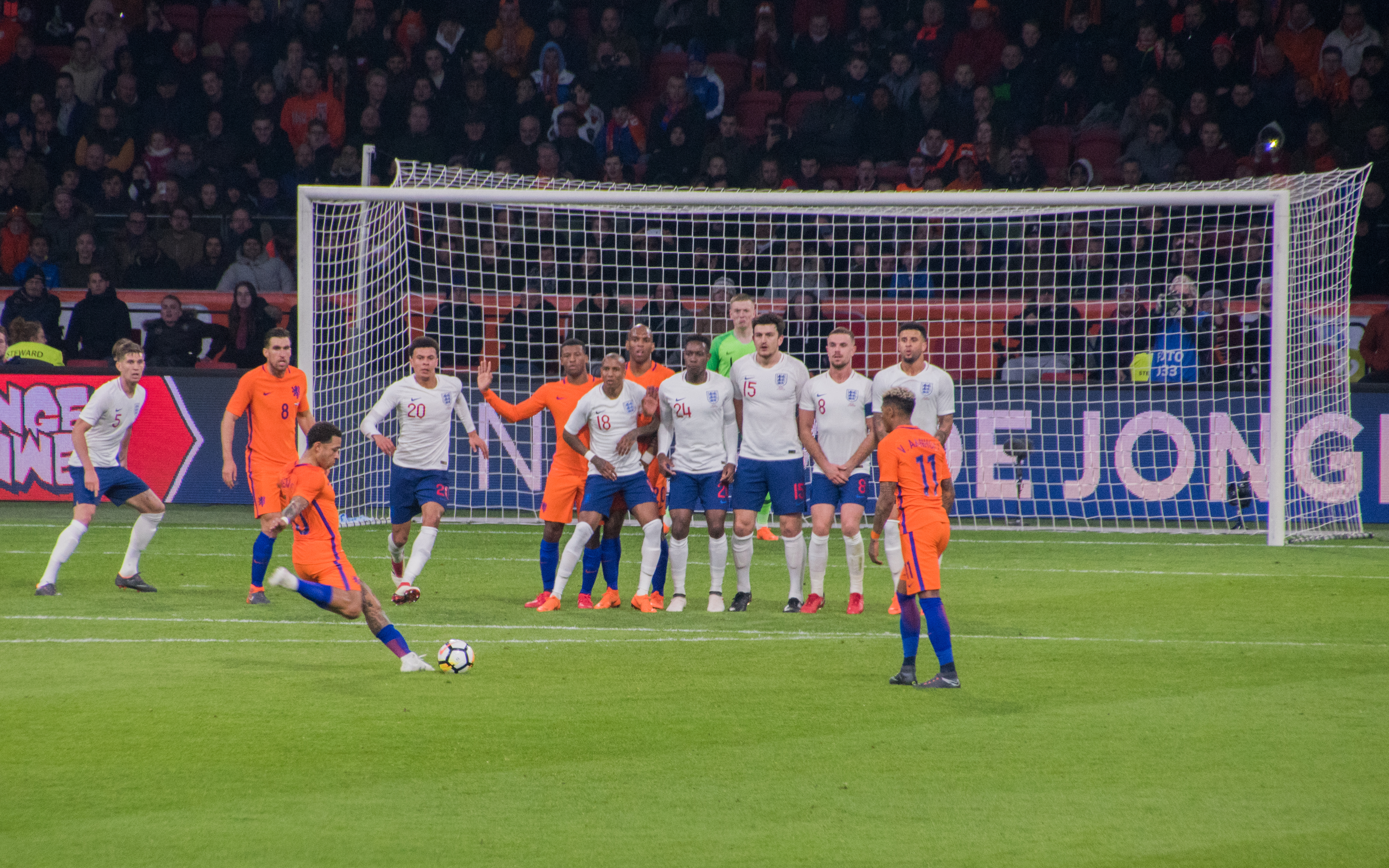
Memphis Depay tirant un coup franc avec les Pays-Bas contre l'Angleterre (2018).

Bien que son équipe ne se qualifie pas pour le mondial russe de 2018, Memphis réalise une première moitié de saison 2017-2018 de grande classe en sélection. Apparu à quatre reprises, il marque trois fois et délivre une passe décisive. Le 17 novembre 2018, il marque le deuxième but de la victoire des Pays-Bas contre la France : 2-0. Memphis atteint également la finale de la Ligue des nations avec les Oranje, qu'il perdra face au Portugal sur le score de 1 à 0.
Lors de l'Euro 2020, il inscrit deux buts en phase de poules de la compétition. Le premier a lieu sur penalty contre l'Autriche à la 11e minute de jeu, le second est inscrit face à la Macédoine du Nord à la 24e minute sur une passe de Donyell Malen.
Le 11 novembre 2022, il est sélectionné par Louis van Gaal pour participer à la Coupe du monde 2022. Lors des huitièmes de finale de la compétition, il marque le premier but du match face aux Etats-Unis sur une passe de Denzel Dumfries.
Le 29 mai 2024, il figure dans la liste des 26 joueurs néerlandais retenus par Ronald Koeman pour participer à l'Euro 2024. Le 25 juin, lors du dernier match de poules face à l'Autriche il inscrit son premier but dans le tournoi mais ne peut empêcher la défaite de son équipe 3-2.

## Style de jeu
Selon Régis Delanoë, rédacteur pour le magazine mensuel So Foot, « son style de jeu est proche de celui de Cristiano Ronaldo ou de celui de son compatriote Arjen Robben, avec des accélérations soudaines, une conduite de balle imprévisible et une tendance à repiquer vers la surface de réparation pour tirer. Cependant, comme Robben, Memphis arrive à frapper de loin avec précision et puissance sans que le gardien n'ait le temps de dévier la balle. Droitier à la base, il est aussi à l'aise du pied gauche ».
Ed van Stijn, un ancien recruteur de Manchester United, estime quant à lui qu'« il faut regarder la manière dont il utilise sa technique au service du jeu », ajoutant que « Depay a plus de cordes à son arc » comparé à Ronaldo à 20 ans.
Si Memphis est surtout réputé pour sa qualité de dribble, il est tout aussi bon dans les coups francs, comme en témoignent les sept buts inscrits durant sa dernière saison avec le PSV Eindhoven. Cette saison-là, il avait le second meilleur ratio de coups francs réussis par tentative en Europe.
Concernant l'aspect psychologique du football, Richard Grootscholten, son ancien entraîneur au Sparta Rotterdam, juge qu'il est mentalement fort et mature. Pour son ancien coéquipier à Eindhoven, Nicolas Isimat-Mirin, c'est un joueur qui « a confiance en lui, certes, mais met tout en œuvre pour réussir », précisant qu'il « gère bien la pression ».
Toutefois, Memphis possède également quelques points négatifs. Lorsqu'il était jeune, il avait tendance à ne pas être altruiste et à donc faire les mauvais choix ; une mauvaise habitude qui lui a valu les critiques du sélectionneur des Pays-Bas, Danny Blind. De ce fait, l'ailier néerlandais a régulièrement demandé des conseils à Ryan Giggs, l'entraîneur adjoint de Manchester United durant sa première saison sous le maillot mancunien. Celui qu'il considère désormais comme une source d'inspiration l'a aidé à analyser différentes situations durant un match et à s'adapter au football anglais.

## Statistiques détaillées

### Statistiques détaillées
| Saison                | Club                  | Championnat           | Championnat | Championnat | Championnat | Coupe nationale | Coupe nationale | Coupe nationale | Coupe de la Ligue | Coupe de la Ligue | Coupe de la Ligue | Supercoupe | Supercoupe | Supercoupe | Compétition(s) continentale(s) | Compétition(s) continentale(s) | Compétition(s) continentale(s) | Compétition(s) continentale(s) | Pays-Bas | Pays-Bas | Pays-Bas | Total | Total | Total |
| Saison                | Club                  | Division              | M.          | B.          | P.d.        | M.              | B.              | P.d.            | M.                | B.                | P.d.              | M.         | B.         | P.d.       | Comp.                          | M.                             | B.                             | P.d.                           | M.       | B.       | P.d.     | M.    | B.    | P.d.  |
| 2011-2012             | PSV Eindhoven         | Eredivisie            | 8           | 3           | 1           | 3               | 2               | 1               | -                 | -                 | -                 | -          | -          | -          | C3                             | -                              | -                              | -                              | -        | -        | -        | 11    | 5     | 2     |
| 2012-2013             | PSV Eindhoven         | Eredivisie            | 20          | 2           | 3           | 4               | 1               | 2               | -                 | -                 | -                 | 1          | 0          | 1          | C3                             | 5                              | 0                              | 3                              | -        | -        | -        | 30    | 3     | 9     |
| 2013-2014             | PSV Eindhoven         | Eredivisie            | 32          | 12          | 8           | 1               | 0               | 0               | -                 | -                 | -                 | -          | -          | -          | C1+C3                          | 4+6                            | 1+1                            | 1+1                            | 10       | 2        | 1        | 53    | 16    | 11    |
| 2014-2015             | PSV Eindhoven         | Eredivisie            | 30          | 22          | 6           | 1               | 0               | 0               | -                 | -                 | -                 | -          | -          | -          | C3                             | 9                              | 6                              | 2                              | 7        | 1        | 1        | 47    | 29    | 9     |
| Sous-total            | Sous-total            | Sous-total            | 90          | 39          | 18          | 9               | 3               | 3               | -                 | -                 | -                 | 1          | 0          | 1          | -                              | 24                             | 8                              | 7                              | 17       | 3        | 2        | 141   | 53    | 31    |
| 2015-2016             | Manchester United     | Premier League        | 29          | 2           | 1           | 3               | 0               | 1               | 2                 | 0                 | 1                 | -          | -          | -          | C1+C3                          | 8+3                            | 3+2                            | 2+1                            | 7        | 0        | 2        | 52    | 7     | 8     |
| 2016-2017             | Manchester United     | Premier League        | 4           | 0           | 0           | -               | -               | -               | 1                 | 0                 | 0                 | -          | -          | -          | C3                             | 3                              | 0                              | 0                              | 3        | 2        | 0        | 11    | 2     | 0     |
| Sous-total            | Sous-total            | Sous-total            | 33          | 2           | 1           | 3               | 0               | 1               | 3                 | 0                 | 1                 | -          | -          | -          | -                              | 14                             | 5                              | 3                              | 10       | 2        | 2        | 63    | 9     | 8     |
| 2016-2017             | Olympique lyonnais    | Ligue 1               | 17          | 5           | 7           | 1               | 0               | 0               | -                 | -                 | -                 | -          | -          | -          | -                              | -                              | -                              | -                              | 4        | 0        | 3        | 22    | 5     | 10    |
| 2017-2018             | Olympique lyonnais    | Ligue 1               | 36          | 19          | 9           | 4               | 0               | 1               | 1                 | 0                 | 0                 | -          | -          | -          | C3                             | 10                             | 3                              | 3                              | 7        | 4        | 1        | 58    | 26    | 14    |
| 2018-2019             | Olympique lyonnais    | Ligue 1               | 36          | 10          | 9           | 2               | 1               | 1               | 1                 | 0                 | 1                 | -          | -          | -          | C1                             | 8                              | 1                              | 4                              | 10       | 7        | 6        | 57    | 19    | 21    |
| 2019-2020             | Olympique lyonnais    | Ligue 1               | 13          | 9           | 2           | -               | -               | -               | 1                 | 0                 | 0                 | -          | -          | -          | C1                             | 8                              | 6                              | 0                              | 4        | 3        | 5        | 26    | 18    | 7     |
| 2020-2021             | Olympique lyonnais    | Ligue 1               | 37          | 20          | 12          | 3               | 2               | 0               | -                 | -                 | -                 | -          | -          | -          | -                              | -                              | -                              | -                              | 16       | 9        | 4        | 56    | 31    | 16    |
| Sous-total            | Sous-total            | Sous-total            | 139         | 63          | 39          | 10              | 3               | 2               | 3                 | 0                 | 1                 | -          | -          | -          | -                              | 26                             | 10                             | 7                              | 42       | 23       | 19       | 220   | 99    | 68    |
| 2021-2022             | FC Barcelone          | Liga                  | 28          | 12          | 3           | -               | -               | -               | -                 | -                 | -                 | 1          | 0          | 0          | C1+C3                          | 6+3                            | 0+1                            | 0                              | 12       | 14       | 3        | 50    | 27    | 6     |
| 2022-2023             | FC Barcelone          | Liga                  | 2           | 1           | 0           | 1               | 0               | 0               | -                 | -                 | -                 | 1          | 0          | 0          | C1                             | 1                              | 0                              | 0                              | 5        | 0        | 1        | 10    | 1     | 1     |
| Sous-total            | Sous-total            | Sous-total            | 30          | 13          | 3           | 1               | 0               | 0               | -                 | -                 | -                 | 1          | 0          | 0          | -                              | 10                             | 1                              | 0                              | 18       | 15       | 4        | 60    | 29    | 7     |
| 2022-2023             | Atlético de Madrid    | Liga                  | 8           | 4           | 1           | 1               | 0               | 0               | -                 | -                 | -                 | -          | -          | -          | C1                             | -                              | -                              | -                              | 2        | 1        | 0        | 11    | 5     | 1     |
| 2023-2024             | Atlético de Madrid    | Liga                  | 23          | 5           | 1           | 5               | 3               | 1               | -                 | -                 | -                 | -          | -          | -          | C1                             | 3                              | 1                              | 0                              | 10       | 2        | 2        | 41    | 11    | 4     |
| Sous-total            | Sous-total            | Sous-total            | 31          | 9           | 2           | 6               | 3               | 1               | -                 | -                 | -                 | -          | -          | -          | -                              | 3                              | 1                              | 0                              | 12       | 3        | 2        | 52    | 16    | 5     |
| 2024                  | SC Corinthians        | Brasileirao           | 11          | 7           | 1           | -               | -               | -               | -                 | -                 | -                 | -          | -          | -          | CS                             | 3                              | 0                              | 3                              | -        | -        | -        | 14    | 7     | 4     |
| 2025                  | SC Corinthians        | Brasileirao           | 25          | 6           | 8           | 1               | 1               | 0               | -                 | -                 | -                 | -          | -          | -          | CL+CS                          | 4+4                            | 0+1                            | 2                              | 4        | 4        | 1        | 38    | 12    | 11    |
| Sous-total            | Sous-total            | Sous-total            | 36          | 13          | 9           | 1               | 1               | 0               | -                 | -                 | -                 | -          | -          | -          | -                              | 11                             | 1                              | 5                              | 4        | 4        | 1        | 52    | 19    | 15    |
| Total sur la carrière | Total sur la carrière | Total sur la carrière | 359         | 139         | 72          | 31              | 11              | 7               | 6                 | 0                 | 2                 | 2          | 0          | 1          | -                              | 88                             | 26                             | 22                             | 102      | 50       | 30       | 588   | 226   | 134   |

### Buts internationaux
| But | Date             | Lieu                                            | Compétition                             | Résultat | Adversaire         | Détail | Détail                   | Détail | Sél. |
| --- | ---------------- | ----------------------------------------------- | --------------------------------------- | -------- | ------------------ | ------ | ------------------------ | ------ | ---- |
| 1er | 18 juin 2014     | Stade José-Pinheiro-Borda, Porto Alegre, Brésil | Coupe du monde 2014                     | V 3-2    | Australie          | 68e    | du pied droit            | 2-3    | 7e   |
| 2e  | 23 juin 2014     | Arena Corinthians, São Paulo, Brésil            | Coupe du monde 2014                     | V 2-0    | Chili              | 90+2e  | du pied droit            | 2-0    | 8e   |
| 3e  | 5 juin 2015      | Amsterdam ArenA, Amsterdam, Pays-Bas            | Match amical                            | D 3-4    | États-Unis         | 53e    | de la tête               | 1-3    | 32e  |
| 4e  | 13 novembre 2016 | Stade Josy-Barthel, Luxembourg, Luxembourg      | Éliminatoires de la Coupe du monde 2018 | V 1-3    | Luxembourg         | 58e    | de la tête               | 1-2    | 27e  |
| 5e  | 13 novembre 2016 | Stade Josy-Barthel, Luxembourg, Luxembourg      | Éliminatoires de la Coupe du monde 2018 | V 1-3    | Luxembourg         | 84e    | du pied droit            | 1-3    | 27e  |
| 6e  | 7 octobre 2017   | Stade Dinamo, Minsk, Biélorussie                | Éliminatoires de la Coupe du monde 2018 | V 1-3    | Biélorussie        | 90+2e  | sur coup franc           | 1-3    | 32e  |
| 7e  | 9 novembre 2017  | Pittodrie Stadium, Aberdeen, Écosse             | Match amical                            | V 0-1    | Écosse             | 40e    | du pied droit            | 0-1    | 33e  |
| 8e  | 14 novembre 2017 | Arena Națională, Bucarest, Roumanie             | Match amical                            | V 0-3    | Roumanie           | 47e    | du pied droit            | 0-1    | 34e  |
| 9e  | 26 mars 2018     | Stade de Genève, Genève, Suisse                 | Match amical                            | V 3-0    | Portugal           | 11e    | du pied droit            | 1-0    | 36e  |
| 10e | 7 septembre 2018 | Johan Cruijff ArenA, Amsterdam, Pays-Bas        | Match amical                            | V 2-1    | Pérou              | 58e    | du pied gauche           | 1-0    | 38e  |
| 11e | 7 septembre 2018 | Johan Cruijff ArenA, Amsterdam, Pays-Bas        | Match amical                            | V 2-1    | Pérou              | 83e    | du pied gauche           | 2-1    | 38e  |
| 12e | 13 octobre 2018  | Johan Cruijff ArenA, Amsterdam, Pays-Bas        | Ligue des Nations 2018-2019             | V 3-0    | Allemagne          | 86e    | du pied droit            | 2-0    | 40e  |
| 13e | 16 novembre 2018 | Stade de Feyenoord, Rotterdam, Pays-Bas         | Ligue des Nations 2018-2019             | V 2-0    | France             | 90+6e  | sur pénalty (panenka)    | 2-0    | 42e  |
| 14e | 21 mars 2019     | Stade de Feyenoord, Rotterdam, Pays-Bas         | Éliminatoires Euro 2020                 | V 4-0    | Biélorussie        | 1re    | du pied droit            | 1-0    | 45e  |
| 15e | 21 mars 2019     | Stade de Feyenoord, Rotterdam, Pays-Bas         | Éliminatoires Euro 2020                 | V 4-0    | Biélorussie        | 55e    | sur pénalty (pied droit) | 3-0    | 45e  |
| 16e | 24 mars 2019     | Johan Cruijff ArenA, Amsterdam, Pays-Bas        | Éliminatoires Euro 2020                 | D 2-3    | Allemagne          | 63e    | du pied droit            | 2-2    | 46e  |
| 17e | 9 septembre 2019 | A. Le Coq Arena, Tallinn, Estonie               | Éliminatoires Euro 2020                 | V 0-4    | Estonie            | 76e    | du pied gauche           | 0-3    | 50e  |
| 18e | 10 octobre 2019  | De Kuip, Rotterdam, Pays-Bas                    | Éliminatoires Euro 2020                 | V 3-1    | Irlande du Nord    | 80e    | du pied droit            | 1-1    | 51e  |
| 19e | 10 octobre 2019  | De Kuip, Rotterdam, Pays-Bas                    | Éliminatoires Euro 2020                 | V 3-1    | Irlande du Nord    | 90+4e  | du pied droit            | 3-1    | 51e  |
| 20e | 15 novembre 2020 | Johan Cruijff ArenA, Amsterdam, Pays-Bas        | Ligue des Nations 2020-2021             | V 3-1    | Bosnie-Herzégovine | 55e    | du pied gauche           | 3-0    | 58e  |
| 21e | 18 novembre 2020 | Stade de Silésie, Chorzów, Pologne              | Ligue des Nations 2020-2021             | V 1-2    | Pologne            | 77e    | sur pénalty (pied droit) | 1-1    | 59e  |
| 22e | 30 mars 2021     | Victoria Stadium, Gibraltar, Gibraltar          | Éliminatoires mondial 2022              | V 0-7    | Gibraltar          | 61e    | sur coup franc           | 0-3    | 62e  |
| 23e | 30 mars 2021     | Victoria Stadium, Gibraltar, Gibraltar          | Éliminatoires mondial 2022              | V 0-7    | Gibraltar          | 88e    | du pied droit            | 0-7    | 62e  |
| 24e | 2 juin 2021      | Estádio Algarve, Faro, Portugal                 | Match amical                            | N 2-2    | Écosse             | 17e    | du pied gauche           | 1-1    | 63e  |
| 25e | 2 juin 2021      | Estádio Algarve, Faro, Portugal                 | Match amical                            | N 2-2    | Écosse             | 89e    | sur coup franc           | 2-2    | 63e  |
| 26e | 6 juin 2021      | De Grolsch Veste, Enschede, Pays-Bas            | Match amical                            | V 3-0    | Géorgie            | 10e    | sur pénalty (pied droit) | 1-0    | 64e  |
| 27e | 17 juin 2021     | Johan Cruijff ArenA, Amsterdam, Pays-Bas        | Euro 2020                               | V 2-0    | Autriche           | 11e    | sur pénalty (pied droit) | 1-0    | 66e  |
| 28e | 21 juin 2021     | Johan Cruijff ArenA, Amsterdam, Pays-Bas        | Euro 2020                               | V 0-3    | Macédoine du Nord  | 24e    | du pied gauche           | 0-1    | 67e  |
| 29e | 4 septembre 2021 | Stade Philips, Eindhoven, Pays-Bas              | Éliminatoires mondial 2022              | V 4-0    | Monténégro         | 38e    | sur pénalty (pied droit) | 1-0    | 70e  |
| 30e | 4 septembre 2021 | Stade Philips, Eindhoven, Pays-Bas              | Éliminatoires mondial 2022              | V 4-0    | Monténégro         | 62e    | du pied droit            | 2-0    | 70e  |
| 31e | 7 septembre 2021 | Johan Cruijff ArenA, Amsterdam, Pays-Bas        | Éliminatoires mondial 2022              | V 6-1    | Turquie            | 16e    | du pied droit            | 2-0    | 71e  |
| 32e | 7 septembre 2021 | Johan Cruijff ArenA, Amsterdam, Pays-Bas        | Éliminatoires mondial 2022              | V 6-1    | Turquie            | 38e    | sur pénalty (panenka)    | 3-0    | 71e  |
| 33e | 7 septembre 2021 | Johan Cruijff ArenA, Amsterdam, Pays-Bas        | Éliminatoires mondial 2022              | V 6-1    | Turquie            | 54e    | de la tête               | 4-0    | 71e  |
| 34e | 11 octobre 2021  | De Kuip, Rotterdam, Pays-Bas                    | Éliminatoires mondial 2022              | V 6-0    | Gibraltar          | 21e    | du pied droit            | 2-0    | 73e  |
| 35e | 11 octobre 2021  | De Kuip, Rotterdam, Pays-Bas                    | Éliminatoires mondial 2022              | V 6-0    | Gibraltar          | 45e    | sur pénalty (pied droit) | 3-0    | 73e  |
| 36e | 13 novembre 2021 | Stadion Pod Goricom, Podgorica, Monténégro      | Éliminatoires mondial 2022              | N 2-2    | Monténégro         | 25e    | sur pénalty (pied droit) | 0-1    | 74e  |
| 37e | 13 novembre 2021 | Stadion Pod Goricom, Podgorica, Monténégro      | Éliminatoires mondial 2022              | N 2-2    | Monténégro         | 54e    | du pied droit            | 0-2    | 74e  |
| 38e | 16 novembre 2021 | De Kuip, Rotterdam, Pays-Bas                    | Éliminatoires mondial 2022              | V 2-0    | Norvège            | 90+1e  | du pied gauche           | 2-0    | 75e  |
| 39e | 3 Décembre 2022  | Khalifa International Stadium (Doha)            | Coupe du monde FIFA 2022                | V 3-1    | États-Unis         | 10e    | du pied droit            | 1-0    | 86e  |

| Sélection | Total      | Total       | Total | Total   | Total      | Total   |
| Sélection | Pied droit | Pied gauche | Tête  | Pénalty | Coup Franc | Total   |
| --------- | ---------- | ----------- | ----- | ------- | ---------- | ------- |
| Pays-Bas  | 17         | 7           | 3     | 9       | 3          | 39 buts |

Dernière modification le 7 septembre 2021.

## Palmarès

### Palmarès collectif
| PSV Eindhoven (3) | Olympique lyonnais                      | FC Barcelone (2)                                                                                             | SC Corinthians (1)                                 | Pays-Bas (1) |
| --- | --------------------------------------- | --- | -------------------------------------------------- | --- |
| - Championnat des Pays-Bas - Champion : 2015. - Vice-champion : 2013. - Coupe des Pays-Bas - Vainqueur : 2012. - Finaliste : 2013. - Supercoupe des Pays-Bas - Vainqueur : 2012. | - Coupe de la Ligue - Finaliste : 2020. | - Championnat d'Espagne - Champion : 2023. - Vice-champion : 2022 - Supercoupe d'Espagne - Vainqueur : 2023. | - Championnat de São Paulo - Champion : 2025 (en). | - Championnat d'Europe des moins de 17 ans - Vainqueur : 2011. - Coupe du monde - Troisième : 2014. - Ligue des nations - Finaliste : 2019. |

### Distinctions personnelles
- Eredivisie :
  - Meilleur buteur d'Eredivisie en 2015 (22 buts).
  - Meilleur jeune joueur d'Eredivisie en 2015.
- Ligue 1 :
  - Trophée du Meilleur passeur de Ligue 1 en 2021.
  - Trophée du joueur du mois UNFP en avril 2018.
  - Trophées UNFP Membre de l'équipe type de la Ligue 1 en 2021[129].
  - Trophée UNFP du plus beau but de la saison de Ligue 1 en 2017.
  - Vainqueur du Gone d'Or 2019 du Café du Commerce[130].

## Musique
Memphis Depay après son arrivée à l'Olympique lyonnais en 2017 est devenu rappeur. Sa chaîne YouTube cumule un total de 60 500 000 vues et 1 010 000 abonnés. Ses musiques dépassent presque toutes le million de vues et sa musique No Love a atteint les quinze millions de vues.
Le 27 novembre 2020, il sort son premier album Heavy Stepper. L'album est composé de neuf titres.

## Aspects extra-sportifs

### Vie privée
Memphis est un chrétien. Il est devenu chrétien en 2016. Pendant la Coupe du Monde de la FIFA 2022, Memphis a dirigé une étude de la Bible (en) avec son coéquipier Cody Gakpo pour 15 autres joueurs des Pays-Bas.
Memphis a de nombreux tatouages, dont un sur son bras gauche qui est un hommage à son grand-père, décédé la veille de ses 15 ans. Quand il a marqué contre l'Australie à la Coupe du Monde 2014, il a embrassé ce tatouage et a pointé le ciel, dédiant son but à son défunt grand-père, un moment qu'il a ensuite commémoré en 2016 avec un tatouage sur son torse gauche représentant une Statue du Christ Rédempteur et la date 18.06.14, se référant à son premier but international pour les Pays-Bas. Il a aussi un tatouage à l'intérieur de sa lèvre indiquant succesvol (qui signifie 'réussi' en néerlandais) et a également les mots 'chasseur de rêves' gravés sur son torse supérieur.
En juin 2017, il a été annoncé sur les réseaux sociaux que Memphis était fiancé à Lori Harvey, la plus jeune fille de la personnalité de la télévision américaine Steve Harvey. Depuis lors, ils ont mis fin à leurs fiançailles et à leur relation.

### Agents et revenus
Dès le début de sa carrière, Depay s'engage avec SEG International. Son principal agent est Kees Ploegsma mais d'autres peuvent intervenir comme Carl Thomas qui avait annoncé son arrivée à Carrington, le centre d'entraînement de Manchester United. Ce groupe s'occupe de plusieurs autres joueurs néerlandais comme Robin van Persie et Kevin Strootman.
Enfin, selon le quotidien néerlandais De Telegraaf, Memphis touchait un salaire hebdomadaire avoisinant les 120 000 € à Manchester United.

### Contrats publicitaires
Memphis était initialement sponsorisé par Adidas avec qui il avait tourné quelques vidéos avant la Coupe du monde 2014. Depuis 2015, il est signé chez Under Armour avec qui il tourne également des spots publicitaires.
En octobre 2015, quelques mois après avoir signé pour Manchester United, il était le troisième meilleur vendeur de maillots derrière Lionel Messi et Cristiano Ronaldo.

## Distinctions individuelles
- Équipe du tournoi du Championnat d'Europe de football des moins de 17 ans de l'UEFA : 2011
- Meilleur buteur de l'Eredivisie : 2014–15[145]
- Trophée Johan Cruyff : 2014–15[146]
- Meilleur Jeune Joueur de France Football : 2015[147]
- UNFP But de l'année de la Ligue 1 : 2016–17[148]
- Trophée du joueur du mois UNFP : Avril 2018[149]
- UNFP Équipe de l'année de Ligue 1 : 2020–21[150],[151],[152]